# Bollywood Movie Award/Bester Nebendarsteller
Der Bollywood Movie Award – Best Supporting Actor ist eine Kategorie des jährlichen Bollywood Movie Awards für indische Filme in Hindi.
Akshay Kumar hat den Preis zweimal gewonnen.

## Liste der Preisträger
| Jahr | Film                     | Schauspieler      |
| ---- | ------------------------ | ----------------- |
| 1999 | Salaakhen                | Anupam Kher       |
| 2000 | kein Preis               | kein Preis        |
| 2001 | Hera Pheri               | Akshay Kumar      |
| 2002 | Kabhi Khushi Kabhie Gham | Hrithik Roshan    |
| 2003 | Awara Paagal Deewana     | Akshay Kumar      |
| 2004 | Munnabhai MBBS           | Arshad Warsi      |
| 2005 | Yuva                     | Abhishek Bachchan |
| 2006 | D                        | Chunky Pandey     |
| 2007 | Omkara                   | Vivek Oberoi      |